# 김명신 (황해도)
김명신(金明信, ? ~ ?)은 일제강점기의 독립운동가, 교육자로 3.1 만세 운동 당시 해주군의 만세 시위에 참여했다가 투옥, 후에 석방되었다. 한국의 초기 여자 전도사 주룰루의 아들이다. 3.1 운동 당시 민족대표자의 한 사람이었던 박희도는 그의 사촌 누이에게 부군이 되었다.

## 생애
한국의 초기 여자 전도사 주룰루의 아들로 태어났으며 박희도의 처사촌이다. 어머니 주룰루가 가정폭력을 피해 가출할 때 따라 나왔다. 그러나 아버지와 형이 곧 사망하여 어머니 슬하에서 성장하였다.
1919년의 3.1 만세 운동 직전 경성에서 만세 시위 유인물과 태극기를 인쇄하여 해주군으로 비밀리에 이송하였다. 3월 1일 3.1 만세 운동이 발생하자 해주군 해주읍 내에서 만세 시위가 벌어지자 최성모, 박희도, 오현경 등과 함께 만세 운동을 주도하였다. 
만세 시위를 주도한 혐의로 최성모, 박희도 등과 체포되어 투옥되었다가 풀려났으며, 1920년 출옥 후 목사 박계화의 딸 박경신과 결혼하였다. 그후 연희전문학교에 들어가 1926년 연희전문학교를 학사 학위하였다. 
유한양행에서 영업과장, 상무이사를 거쳐 1945년 사장 직을 맡았고, 그 해 광복을 맞았다.
1945년 해방 직후 세브란스의학전문학교 서무실 사무국장을 거쳐 1946년 3월 배화여자중학교, 배화여자고등학교의 교사가 되었다. 1960년 7월 12일에는 배화여자고등학교의 전임 교장이 재단에서 해고돠자 그가 배화여자고등학교 교장 대리로 임명되었다. 그러나 교장 해임과 그의 교장 대리 임명을 둘러싸고 재단과 학교측의 분규가 벌어지기도 했다. 1961년 9월 30일 정년퇴직하였다.

## 기타
평안북도 벽동군에서 천도교도들과 함께 3.1 만세 운동을 주도하다가 평북경찰서 형사의 총격을 받고 죽은 김명신은 한자 이름자도 같은 동명이인이다.

## 같이 보기
- 주룰루
- 신흥우
- 박희도
- 차미리사